# Rose Eken
Rose Marie Eken (født 19. marts 1976 i København) er en dansk billedkunstner. Hun har en BA (hons) fra Edinburgh College of Art (1997 – 2001) og en Master of Arts fra Royal College of Art (2001-2003) I Danmark debuterede hun på Den Fri Efterårsudstilling i 1999. Hun har efterfølgende udstillet løbende både i Danmark og i udlandet.